# جورج ماير (ضابط)
جورج ماير (بالألمانية: Georg Meyer)‏ هو ضابط ألماني، ولد في 11 يناير 1893 في مدينة بريمن في ألمانيا، وتوفي في 15 سبتمبر 1926 في ماغديبورغ في ألمانيا بسبب حادث مرور.